# Jean-Olivier Gaudin
Pour les articles homonymes, voir Gaudin.
Jean Olivier Gaudin, né le 1er décembre 1746 à Malestroit (Morbihan), mort le 27 décembre 1830 à Puxe (Meurthe-et-Moselle), est un général de brigade de la Révolution française.

## États de service
Il entre en service le 1er mai 1766, comme cavalier au 16e régiment de cavalerie, il est nommé maréchal des logis en 1768, et porte étendard le 8 mai 1774. Il est promu sous-lieutenant le 23 novembre 1784, lieutenant en second le 23 mai 1787, et lieutenant surnuméraire le 1er mai 1788.
Il est fait chevalier de Saint-Louis le 19 juin 1791. Il est nommé capitaine de cavalerie le 25 janvier 1792, et le 1er octobre 1792, il devient lieutenant-colonel au 17e régiment de cavalerie. Il sert à l’armée du nord de 1792 à 1794. En avril 1793, il commande le dépôt de cavalerie à Pont-à-Mousson
Il est nommé chef de brigade le 12 février 1794, commandant le 25e régiment de Dragons, et le 2 juillet 1794, il rejoint l’armée du Nord, sous les ordres du général Balland. Il se distingue au combat de Cateau-Cambrésis le 29 mars 1794, à l’affaire de Castillon le 17 avril suivant, où il charge un ennemi très supérieur en nombre avec deux escadrons de son régiment, obligeant ce dernier à reculer, sauvant ainsi deux canons qui seraient tombés entre les mains de l’ennemi. Il se distingue de nouveau au combat de Nouvion le 27 avril 1794.
Il est promu général de brigade provisoire le 20 juillet 1794, à l’armée de Sambre-et-Meuse, le 15 juin 1795, il est non compris dans la réorganisation des états-majors[pas clair]. Il est admis à la retraite le 8 février 1796.
Il est maire de Puxe de 1800 au 27 décembre 1830, date de sa mort.

## Sources
- (en) « Generals Who Served in the French Army during the Period 1789 - 1814: Eberle to Exelmans »
- (pl) « Napoléon.org.pl »
- Baptiste-Pierre Courcelles, Dictionnaire historique et biographique des généraux français : depuis le onzième siècle jusqu'en 1822, vol.6, l’Auteur, 1822, 500 p. (lire en ligne), p. 254.